# Harlem (Montana)
Harlem (assiniboine: Agásam tiʾóda) és una població dels Estats Units a l'estat de Montana. Segons el cens del 2000 tenia 848 habitants.

## Demografia
Segons el cens del 2000, Harlem tenia 848 habitants, 332 habitatges, i 232 famílies. La densitat de població era de 761,4 habitants per km². Per races són el 42,1% blancs i el 52,2% amerindis. Els hispànics de qualsevol raça són el 4,0% de la població.
Dels 332 habitatges en un 33,4% hi vivien nens de menys de 18 anys, en un 51,2% hi vivien parelles casades, en un 15,1% dones solteres, i en un 30,1% no eren unitats familiars. En el 29,5% dels habitatges hi vivien persones soles l'11,7% de les quals corresponia a persones de 65 anys o més que vivien soles. El nombre mitjà de persones vivint en cada habitatge era de 2,5 i el nombre mitjà de persones que vivien en cada família era de 3,09.
Per edats la població es repartia de la següent manera: un 29,4% tenia menys de 18 anys, un 7,9% entre 18 i 24, un 22,4% entre 25 i 44, un 23,7% de 45 a 60 i un 16,6% 65 anys o més.
L'edat mediana era de 37 anys. Per cada 100 dones de 18 o més anys hi havia 93,2 homes.
La renda mediana per habitatge era de 27.794 $ i la renda mediana per família de 33.828 $. Els homes tenien una renda mediana de 24.145 $ mentre que les dones 21.750 $. La renda per capita de la població era de 13.295 $. Aproximadament el 16,5% de les famílies i el 23% de la població estaven per davall del llindar de pobresa.

## Poblacions més properes
El següent diagrama mostra les poblacions més properes.